# Петри, Фрауке
Фра́уке Пе́три (нем. Frauke Petry, урожд. Марквардт (Marquardt); род. 1 июня 1975, Дрезден, ГДР) — немецкий политик, предприниматель.

## Биография
Фрауке Петри родилась в 1975 году в Дрездене. До 1989 года семья жила в городе Шварцхайде в ГДР. Ее мать была химиком, а отец — инженером. Он трижды пытался сбежать в ФРГ, и в 1989 году ему это удалось. В 1992 году Петри с родителями переезжает в город Бергкамен (земля Северный Рейн-Вестфалия).
В 1998 году получила степень бакалавра химии в Редингском университете (Англия). В 2004 году получила докторскую степень в Гёттингенском университете.
В 2007 году Петри основала в Лейпциге химическую компанию PURinvent. В 2014 году компания обанкротилась.
В 2013 году — один из трёх представителей партии «Альтернатива для Германии» и председатель этой партии в Саксонии. С 2014 года — депутат ландтага Саксонии. В 2015 году после нескольких месяцев внутрипартийной борьбы за власть стала лидером партии вместо основателя АдГ, экономиста Бернда Лукке, возглавлявшего партию с апреля 2013 по июль 2015.
Петри выступает за снижение налогов, реформирование ЕС, выход Германии из еврозоны, соблюдение мигрантами законов Германии.
После успеха «Альтернативы для Германии» на парламентских выборах 2017 года (12,6 % голосов) и первого в истории вхождения партии в бундестаг, Петри заявила, что не будет участвовать в парламентской фракции партии, а собирается быть независимым депутатом. По оценкам наблюдателей, этот шаг вызван внутренними конфликтами в партии. Петри выступает за более активное очищение партии от радикально-националистических элементов и выработку способности к сотрудничеству с другими партиями. Именно это, по её мнению, необходимо для превращения «Альтернативы для Германии» в глазах избирателей в серьёзную силу, которой потенциально можно доверить власть. Противники Петри внутри партии оценили её шаг как предательство и призвали выйти из партии. Фрауке Петри попыталась исключить из партии лидера национал-консервативного крыла Бьорна Хёкке, однако не получила поддержки и потеряла руководство партией. 
26 сентября 2017 года вышла из партии AfD, создав собственное движение Синяя партия (близкое по идеологии баварскому ХСС).

## Цитаты
«Между АдГ и ПЕГИДА нет никакого организационного переплетения».
«Мы требуем запрета на паранджу и закутывание, запрета минаретов и воплей муэдзинов, потому что всё это символы претензий на господство ислама».
«Существует жестокий стереотип о восточных немцах, прибывавших на запад на все готовенькое. Я этому стереотипу соответствую».

## Семья
Первый муж Фрауке, Свен Петри, пастор-лютеранин. Фрауке родила от него четверых детей. В 2015 году они развелись. Сейчас гражданский муж Петри — Маркус Претцелль, один из лидеров АдГ.
Живет в городе Фробург (Саксония).